# Dwunastościan ścięty

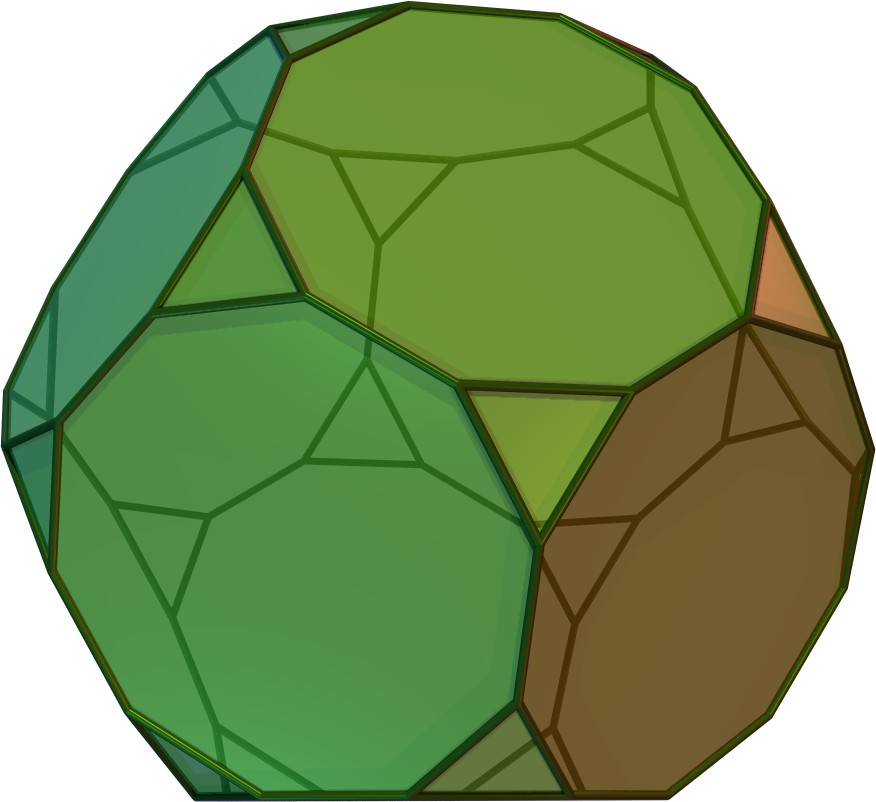
Dwunastościan ścięty

Dwunastościan ścięty

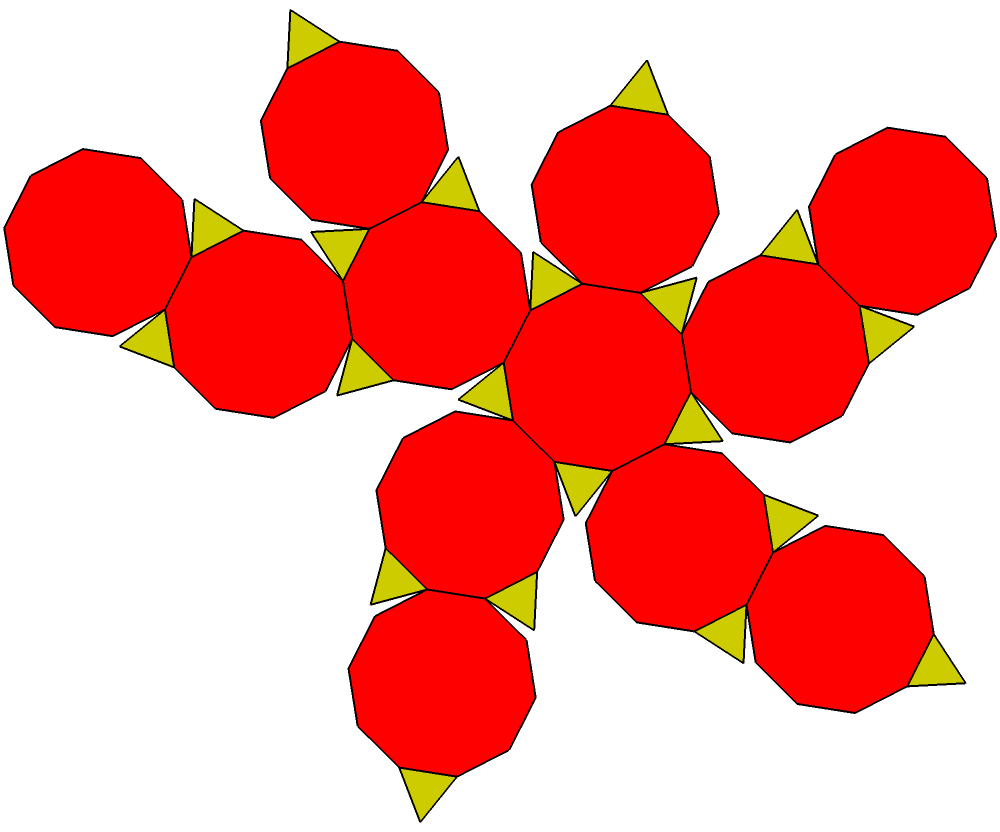
Przykładowa siatka dwunastościanu ściętego

Dwunastościan ścięty – wielościan półforemny o 32 ścianach w kształcie 12 dziesięciokątów foremnych i 20 trójkątów równobocznych. Liczy 90 krawędzi i 60 wierzchołków. Dwunastościan ścięty można uzyskać przez ścięcie wierzchołków zwykłego dwunastościanu foremnego.
Długość krawędzi dwunastościanu ściętego w stosunku do długości krawędzi dwunastościanu przed ścięciem:
{\displaystyle {\frac {a_{dwunastoscianu~scietego}}{a_{dwunastoscianu~foremnego}}}={\frac {\sqrt {5}}{5}}}
Całkowite pole powierzchni dwunastościanu ściętego o krawędzi długości a:
{\displaystyle S=5\left({\sqrt {3}}+6{\sqrt {5+2{\sqrt {5}}}}\right)~a^{2}}
Objętość:
{\displaystyle V={\frac {5}{12}}(99+47{\sqrt {5}})~a^{3}}
Promień kuli opisanej:
{\displaystyle R={\frac {1}{4}}{\sqrt {74+30{\sqrt {5}}}}~a}
Nie da się wpisać kuli:

Odległość od środka masy do każdej ze ścian trójkątnych:
:
{\displaystyle r_{3}={\frac {1}{12}}{\sqrt {3}}(9+5{\sqrt {5}})~a}

Odległość od środka masy do każdej ze ścian dziesięciokątnych:
{\displaystyle r_{10}={\frac {1}{2}}{\sqrt {{\tfrac {1}{2}}(25+11{\sqrt {5}})}}~a}
Kąt między ścianami:
trójkątną i dziesięciokątną: 142,6°
dwiema dziesięciokątnymi: 116,6°
Grupa symetrii:
Ih